# Munir Bakiri
Munir Bakiri (14 de septiembre de 1977) es un deportista argelino que compitió en atletismo adaptado. Ganó dos medallas en los Juegos Paralímpicos de Verano, bronce en Pekín 2008 y bronce en Londres 2012.

## Palmarés internacional
| Juegos Paralímpicos | Juegos Paralímpicos   | Juegos Paralímpicos | Juegos Paralímpicos |
| Año                 | Lugar                 | Medalla             | Prueba              |
| ------------------- | --------------------- | ------------------- | ------------------- |
| 2008                | Pekín (China)         | Medalla de bronce   | Peso F32            |
| 2012                | Londres (Reino Unido) | Medalla de bronce   | Peso F32/33         |